# Zastava Koral
Застава Юго (серб. Zastava Jugo / Застава Jуго), с 1988 года известный, как Корал (серб. Koral / Корал) — югославский субкомпактный автомобиль марки «Zastava», выпускавшийся с 1980 по 2008 годы. Создан по образцам итальянских автомобилей Fiat 127 и Fiat 128, является одним из наиболее мощных автомобилей марки «Zastava». В Европе выпускался под именами Yugo и Innocenti Koral.

## История
После начала производства модели Застава 101 встал вопрос о создании более компактной модели на замену устаревшей Заставы 750. Новую модель под кодовым индексом Застава 102 решили создавать на платформе Fiat 127, но с новым оригинальным кузовом. Первый экспериментальный образец автомобиля «Застава 102» был изготовлен вручную 2 октября 1978 года. Тогда же изготовлено ещё три прототипа, один из которых, зелёный, был подарен лично Иосипу Брозу Тито, президенту СФРЮ. В 1979 году было изготовлено ещё 10 прототипов с двигателями разных мощностей, но в итоге остановились на двигателе Fiat 127 мощностью 45 лошадиных сил и объёмом 903 куб. см.. В конце того же года был объявлен конкурс на коммерческое название новой модели. Машину назвали Юго (серб. Jugo/Jugo). Серийное производство началось 28 ноября 1980, уже после смерти югославского вождя. Название "Застава 102" не прижилось, в серию автомобиль пошёл под названием «Застава Jуго 45», где 45 - мощность двигателя. Максимальная скорость составляла 135 км/ч. До конца года выпустили только 36 штук. 
В следующем, 1981 году, выпустили 9715 экземпляров, а в 1982 - уже 14414. В 1983 году появилась версия Jуго 55 с двигателем от Заставы 101 мощностью 55 л.с., а максимальная скорость достигла 145 км/ч. В том же году начался экспорт в Великобританию, Голландию, и другие страны, в связи с чем название изменили с Jugo на Yugo. В тот год выпустили 22738 машин. С 1985 года "Юго" поставляется в США. Всё это время вносятся мелкие изменения, касающиеся комплектации, отделки салона, светотехники, двигателя. В 1987 году появляются версии для Америки мощностью 60 и 65 л.с.; на внутреннем же рынке модели остаются 45 и 55 л.с. 
В 1988 году на волне успеха модели "Юго" происходит ребрендинг: теперь сама марка Zastava переименовывается в Yugo, а модели Yugo и 101 получают имена Koral' и Skala. 
Период с 1988 по 1991 год стал самым благополучным в истории модели. Многие механики и даже рабочие завода Застава считают, что лучшие "Юго" по качеству были выпущены с 1988 по начало 1991 года. Контроль качества был хорошим, были установлены высокие стандарты качества пластика, обивки сидений и «хорошо подогнанного» интерьера. Краска и антикоррозионные покрытия также были хорошо сделаны в этот период, о чём свидетельствуют многие автомобили, на которых по прошествии более 20 лет всё ещё не было признаков ржавчины, разрывов сидений или серьёзных проблем с двигателем. В 1989 году выпустили рекордное количество экземпляров "Юго" - без малого 200 тысяч. В тот год появилась версия Кабрио для Западной Европы. С 1990 года модель продаётся в Италии под названием Innocenti Koral. Тогда же выпущена партия из 450 машин с автоматической коробкой передач для США. Но в США популярность модели идёт на спад. 
В 1991 году начинается распад Югославии и гражданская война. Завод испытывает первые проблемы с комплектующими. Большая часть пластика шла из Хорватии, а генераторы и электрооборудование - из Словении. Автомобили, выпущенные в 1991-1996 гг, зачастую комплектовались тем, что было на складе. Например, автомобиль с синей приборной панелью и коричневым рулевым колесом; сиденья, несовпадающие по цвету, и, скорее всего, «американская» комбинация приборов со скоростью, напечатанной в милях в час, а не в км/ч, и с написанными этикетками "water" и "oil" вместо пиктограмм. В некоторых крайних случаях автомобиль будет поставляться с внутренними панелями и рулевым колесом от других моделей Zastava, таких как Zastava 750.
В 1992 году против Югославии введены санкции. Экспорт прекратился к 1993 году. Объёмы производства упали до 14 000 штук в 1992 году, 7000 в 1993 и 1994, 9000 в 1995 г. Позднее объёмы производства стали понемногу расти. В 1995 произошёл новый ребрендинг: модель Koral переименовали в Tempo. Новые проблемы у завода начались в 1999 году после бомбардировок Югославии силами НАТО.
В 2002 году завод снова вернулся к марке Zastava, модель стала называться Zastava Koral. На "Коралы" теперь ставиться двигатель Peugeot мощностью 60 л.с. Самый слабый 45-сильный двигатель снимается с производства. Последние изменения относятся к 2007 году. 11 ноября 2008 была выпущена последняя партия автомобилей, и их производство прекратилось официально 20 ноября: фабрика Zastava переключилась на производство новых моделей марки Fiat.
Всего было произведено 794 428 автомобилей данной марки, они экспортировались в разные страны: Германию, США, Италию, страны бывшего СССР и даже Великобританию (с 1983 года). В США автомобиль впервые попал благодаря стараниям предпринимателя Малькольма Бриклина, желавшего заполнить авторынок недорогими автомобилями сверхмалого класса. В США с 1985 по 1992 годы была продана 141 651 машина, при пике продаж в 1987 году на отметке в 48 812, однако с 1992 года продажи почти прекратились.
В 2007 году американский журнал Time включил Yugo GV 1985 модельного года в свой список «50 худших автомобилей за всю историю автомобильной промышленности».

## Популярность
В Сербии «Юго», получивший прозвище «Югич» (серб. Jугић), по-прежнему является обычным явлением даже спустя годы после снятия с производства. Запчасти по-прежнему легко доступны в большинстве магазинов автозапчастей и на свалках по всей стране. Однако в других бывших югославских республиках (исключая Северную Македонию и Черногорию), особенно в Словении, «Югичи» встречаются редко, потому что большинство из них были «реимпортированы» обратно в Сербию в начале 2000-х годов. Владельцы Юго в бывшей Югославии пользуются совместимостью запасных частей с родственными моделями из-за общей преемственности в конструкции автомобиля. Лёгкое знакомство местных механиков с Юго также снижает стоимость владения, поскольку «Югичи» очень распространены и даже используются в качестве тренировочных автомобилей для начинающих механиков. Кроме того, простота двигателя автомобиля позволяет легко ремонтировать его, и многие югославские владельцы, как правило, ремонтировали автомобиль самостоятельно.
Однако, в Интернете и в Америке Юго считается одним из худших автомобилей в истории. В то время Юго был единственным восточноевропейским автомобилем на рынке США, поэтому американцы не знали, насколько он лучше большинства из них. Несмотря на усилия завода и импортёров, уровень качества Юго не соответствовал желаниям американских покупателей. Из-за очень низкой цены многие владельцы относились к автомобилю, как к "одноразовому", и пренебрегали обслуживанием, таким как замена масла. Но всё же те владельцы, которые следовали инструкциям и проводили регулярное техобслуживание, в большинстве своём отзывались положительно. 
Также известен случай гибели Лесли Энн Плухар в 1989 году: 31-летняя Плухар, управляя Юго 1987 года выпуска, двигалась по мосту, когда её автомобиль сдуло ветром с моста.

## Модели

### Классификация
«Застава Корал» имела несколько модификаций, каждая из которых продавалась на рынках Европы под разными обозначениями:
- Yugo 45 / Zastava Jugo 45: Югославия, Европа, Великобритания
- Yugo 55: Югославия, Европа, Великобритания
- Yugo 60 (1,1 л двигатель с карбюратором Weber): Германия, Европа, Латинская Америка
- Yugo 60efi: Германия (своя версия), Европа, Латинская Америка
- Yugo 65 (1,3 л двигатель с карбюратором Weber): Германия, Великобритания, Европа, Латинская Америка
- Yugo 65efi: Германия, Европа, Латинская Америка
- Yugo GV: США
  - Yugo GV Plus: США
  - Yugo GVC: США
  - Yugo GVL: США
  - Yugo GVS: США
  - Yugo GVX: США
- Yugo Cabrio: США, Германия, Югославия, Греция
- Zastava Koral: Сербия, Европа (Serbia, Europe)
  - Zastava Koral In 1.1i: Сербия, Европа
  - Zastava Koral In 1.3i: Сербия, Европа
  - Zastava Koral In L: Сербия, Европа
- Yugo Cabrio: Югославия, Европа
- Yugo Ciao: Югославия, Европа
- Yugo Tempo: Югославия, Европа
  - Yugo Tempo — circa 1991
- Innocenti Koral: Италия
  - Innocenti Koral Cabrio: Италия

### Ранние модели
На ранних автомобилях в двигателях Yugo устанавливался в обязательном порядке карбюратор, пока в середине 1980-х годов не была создана инжекторная система подачи топлива. Первым автомобилем «Заставы» с инжекторной подачей стал Koral 65, а вскоре появилась и модель Yugo GVX-EFI с двигателем в 1300 см³, в которой EFI расшифровывалось как «Electronic fuel injection» (с англ. — «Электронная подача топлива»). Системой подачи топлива была Motronic MP3.1, разработанная немецкой компанией Bosch с сенсорами Lambda и каталитическим конвертором Bosal.

### Поздние модели
Одной из последних разработок «Заставы» в 2000-х годах для данной серии машин стала модель Zastava Koral IN с центральным замком, поворотным переключателем с отметками от 0 до 3, четырёхканальной аудиосистемой, электрическими окнами, боковыми зеркалами заднего вида, литыми дисками, встроенным кондиционером и трёхступенчатой АКПП от «Рено». Эта модель продавалась на Балканах и на Ближнем Востоке и успешно прошла проверку на соответствие стандартам ЕС. Помимо прочего, в 2000-х годах выпускались модели «Florida» и «Skala», а в октябре 2003 года с «Фиатом» было заключено соглашение о производстве машины типа Zastava 10 как лицензионной копии Fiat Punto.

### Коробки передач
| Объём двигателя | Стандарт           | По выбору     |
| --------------- | ------------------ | ------------- |
| 0,9 л           | 4-ст. механическая |               |
| 1,1 л           | 5-ст. механическая |               |
| 1,1 л (США)     | 4-ст. механическая |               |
| 1,3 л           | 5-ст. механическая | 3-ст. автомат |
| 1,3 л (США)     | 5-ст. механическая | 3-ст. автомат |

## Сравнение двигателей
| Бензиновый двигатель | Бензиновый двигатель | Бензиновый двигатель   | Бензиновый двигатель   | Бензиновый двигатель        | Бензиновый двигатель | Бензиновый двигатель        |
| Тип                  | Рабочий объём, см³   | Мощность, кВт          | Крутящий момент, Н·м   | Максимальная скорость, км/ч | Время разгона, с     | Расход топлива, л на 100 км |
| -------------------- | -------------------- | ---------------------- | ---------------------- | --------------------------- | -------------------- | --------------------------- |
| 45                   | 903                  | 33 (при 6000 об/мин)   | 62 (при 3400 об/мин)   | 135                         | 21,7                 | 7,4                         |
| 55 GLS               | 1116                 | 40,5 (при 6000 об/мин) | 80 (при 3000 об/мин)   | 145                         | 17                   | 7,5                         |
| 65                   | 1290                 | 48 (при 5800 об/мин)   | 98 (при 3000 об/мин)   | 155                         | 14                   |                             |
| Yugo GVX             | 1290                 | 45,5 (при 5000 об/мин) | 92,2 (при 4000 об/мин) | 155                         |                      |                             |
| Cabriolet            | 1290                 | 45,5 (при 5000 об/мин) | 92,2 (при 4000 об/мин) | 150                         |                      |                             |